# Episodi di Young & Hungry - Cuori in cucina (seconda stagione)
La seconda stagione della serie televisiva Young & Hungry - Cuori in cucina è stata trasmessa in prima visione assoluta negli Stati Uniti dal 25 marzo 2015 al 14 ottobre 2015, sul canale ABC Family. Il 24 novembre 2015, dopo circa cinque settimane dalla fine della stagione, è stato trasmesso un episodio speciale intitolato "Young & Christmas", inedito in Italia. 
In Italia la stagione è stata trasmessa dal 25 luglio al 12 agosto 2016 su Rai 3 ad eccezione dello speciale di Natale.
| nº            | Titolo originale                      | Titolo italiano                                 | Prima TV USA      | Prima TV Italia | Ascolti (Rai 3) | Ascolti (Rai 3) |
| ------------- | ------------------------------------- | ----------------------------------------------- | ----------------- | --------------- | --------------- | --------------- |
| 1             | Young & Too Late                      | La scelta                                       | 25 marzo 2015     | 25 luglio 2016  | 509.000         | 2.87%           |
| 2             | Young & Cookin                        | Gare di chef                                    | 1º aprile 2015    | 26 luglio 2016  | 508.000         | 2.94%           |
| 3             | Young & Munchies                      | Sognare il successo                             | 8 aprile 2015     | 27 luglio 2016  | 577.000         | 3.42%           |
| 4             | Young & Old                           | Il compleanno di Elliot                         | 15 aprile 2015    | 28 luglio 2016  | 463.000         | 2.81%           |
| 5             | Young & First Time                    | La prima volta                                  | 22 aprile 2015    | 29 luglio 2016  | 496.000         | 3.23%           |
| 6             | Young & Moving                        | Un appartamento bicamere                        | 29 aprile 2015    | 1º agosto 2016  | 632.000         | 3.76%           |
| 7             | Young & Ferris Wheel                  | La ruota panoramica                             | 6 maggio 2015     | 2 agosto 2016   | 488.000         | 3.02%           |
| 8             | Young & Sandwich                      | Giovane e sandwich                              | 13 maggio 2015    | 3 agosto 2016   | 558.000         | 3.49%           |
| 9             | Young & Pretty Woman                  | Giovane e pretty woman                          | 20 maggio 2015    | 4 agosto 2016   | 467.000         | 2.84%           |
| 10            | Young & Part Two                      | Giovane e pretty woman (seconda parte)          | 27 maggio 2015    | 5 agosto 2016   | 619.000         | 3.72%           |
| 11            | Young & How Gabi Got Her Job Back     | Giovane e come Gabi ha riavuto il suo lavoro    | 19 agosto 2015    | 8 agosto 2016   | 370.000         | 2.08%           |
| 12            | Young & Back to Normal                | Giovani e tornati alla normalità                | 26 agosto 2015    | 8 agosto 2016   | 401.000         | 2.10%           |
| 13            | Young & Unemployed                    | Giovane e disoccupata                           | 2 settembre 2015  | 9 agosto 2016   | 334.000         | 1.96%           |
| 14            | Young & Oh Brother                    | Giovane e...che sorpresa!                       | 9 settembre 2015  | 9 agosto 2016   | 367.000         | 2.03%           |
| 15            | Young & Earthquake                    | Giovane e terremotata                           | 16 settembre 2015 | 10 agosto 2016  | 289.000         | 1.73%           |
| 16            | Young & How Sofia Got Her Groove Back | Giovane e come Sofia torna alla normalità       | 23 settembre 2015 | 10 agosto 2016  | 299.000         | 1.71%           |
| 17            | Young & Trashy                        | Giovane e nella spazzatura                      | 23 settembre 2015 | 11 agosto 2016  | 365.000         | 2.10%           |
| 18            | Young & Doppelganger                  | Giovane e subaffittuaria                        | 30 settembre 2015 | 11 agosto 2016  | 344.000         | 1.91%           |
| 19            | Young & Younger Brother, Part 1       | Giovane e il fratellino di Josh (prima parte)   | 14 ottobre 2015   | 12 agosto 2016  | 249.000         | 1.61%           |
| 20            | Young & Younger Brother, Part 2       | Giovane e il fratellino di Josh (seconda parte) | 14 ottobre 2015   | 12 agosto 2016  | 237.000         | 1.45%           |
| Media ascolti | Media ascolti                         | Media ascolti                                   | Media ascolti     | Media ascolti   | 428.000         | 2.53%           |
| 21            | Young & Christmas                     |                                                 | 24 novembre 2015  | inedito         |                 |                 |